# Alan Curtis
Alan Curtis (ur. 24 lipca 1909 w Chicago, zm. 2 lutego 1953 w Nowym Jorku) – amerykański aktor filmowy.

## Wybrana filmografia
- 1936: Żywe cienie jako Żeglarz
- 1939: Hollywoodzka kawalkada jako Nicky Hayden
- 1941: High Sierra jako 'Babe'
- 1944: Zemsta niewidzialnego człowieka jako Mark Foster
- 1946: Renegade Girl jako Kapitan Fred Raymond
- 1951: Schatten uber Neapel jako Paolo

## Wyróżnienia
Posiada swoją gwiazdę na Hollywoodzkiej Alei Gwiazd.